# 아이스크랩
아이스크랩(Eyescrap)은 비플라이소프트가 개발한 인터넷으로 대한민국의 주요 신문을 보여주는 프로그램이다.
2008년 6월 현재 70개 신문지면을 볼 수 있다. 한국언론재단 및 여러 언론사와의 제휴를 통해 대한민국 내 다양한 신문을 한곳에서 볼 수 있으며
기사 스크랩, 인쇄가 자유로우며 스크랩 리포트 기능을 통해 자신만의 스크랩기사를 만들 수 있다.

## 기능
아이스크랩은 여러 신문 지면을 볼 수 있는 것 이외에도 다음과 같은 기능을 제공한다.
- 인기 태그 및 주요 뉴스를 한번에 볼 수 있는 분야별 뉴스 보기 기능

왼쪽 사이드바에서 '분야별 뉴스'를 선택하면 분야별 뉴스를 볼 수 있다.
- 지면 비교 기능

Ctrl 키를 사용하여 두 개의 신문사 지면을 서로 비교할 수 있다.
- 스크랩 기능 (유료)

기사를 더블 클릭하면 해당 기사 스크랩이 되며, 이것 이외에도 사각형 모양이나 다른 모양으로 지면을 스크랩할 수 있다.
- 인쇄/PDF 파일 저장 기능 (유료)

보고 있는 지면을 인쇄하거나 PDF 파일로 저장할 수 있다.
- 검색

프로그램 오른쪽 상단에 있는 검색창에서 키워드를 입력하면 해당 키워드가 포함된 기사를 나열하며, 사용자가 어떤 기사를 클릭하면 해당 기사를 볼 수 있다.
- 스크랩북 폴더 기능

유료 서비스를 이용하기 위해서는 '아이캔디'를 충전해야 하는데, 최소 단위는 1,000원이며 3,000원, 5,000원, 1만원, 3만원까지 충전할 수 있다.

## 서비스 중인 신문사 목록
신문사에 따라 유료와 무료 서비스를 하고 있다. 무료 서비스중인 신문도 인쇄/스크랩 기능 같은 몇몇 기능을 이용할 때는 요금이 부과된다. 물론 유료 서비스 중인 신문도 기본적으로 1면은 볼 수 있다. (확대는 되지 않음)
유료 매체의 경우 일구독/월구독으로 나뉘며, 구독시 50건 무료 인쇄 같은 혜택을 주기도 한다. 다음은 ‘주요 일간지’로 구분되어 서비스되고 있는 매체의 목록이다. 아래 표에 명기되어 있는 신문사 이외에도 더 많은 신문사들의 지면이 서비스되고 있다.
| 이름            | 유무료 구분 | 구독료                        |
| --------------- | ----------- | ----------------------------- |
| 경향신문        | 유료        | 일구독: 500원 월구독:10,000원 |
| 국민일보        | 무료        | 해당없음                      |
| 내일신문 (석간) | 무료        | 해당없음                      |
| 동아일보        | 유료        | 일구독: 500원 월구독:10,000원 |
| 문화일보 (석간) | 유료        | 일구독: 500원 월구독:10,000원 |
| 서울신문        | 유료        | 일구독: 500원 월구독:10,000원 |
| 세계일보        | 무료        | 해당없음                      |
| 중앙일보        | 유료        | 일구독: 500원 월구독:10,000원 |
| 한겨레          | 무료        | 해당없음                      |